# Gare de Rives
La gare de Rives est une gare ferroviaire française des lignes de Lyon-Perrache à Marseille-St-Charles et de St-Rambert-d'Albon à Rives, située sur le territoire de la commune de Rives, dans le département de l'Isère, en région Auvergne-Rhône-Alpes.
C'est une gare de la Société nationale des chemins de fer français (SNCF), desservie par des trains TER Auvergne-Rhône-Alpes.

## Situation ferroviaire
Établie à 411 mètres d'altitude, la gare de bifurcation de Rives est située au point kilométrique (PK) 94,866 de la ligne de Lyon-Perrache à Marseille-Saint-Charles (via Grenoble), entre les gares ouvertes du Grand-Lemps et de Réaumont - Saint-Cassien. En direction de Grand-Lemps, s'intercale la halte fermée de Beaucroissant.
Elle est également l'aboutissement, au PK 55,7, de la ligne de Saint-Rambert-d'Albon à Rives (partiellement inexploitée).

## Historique

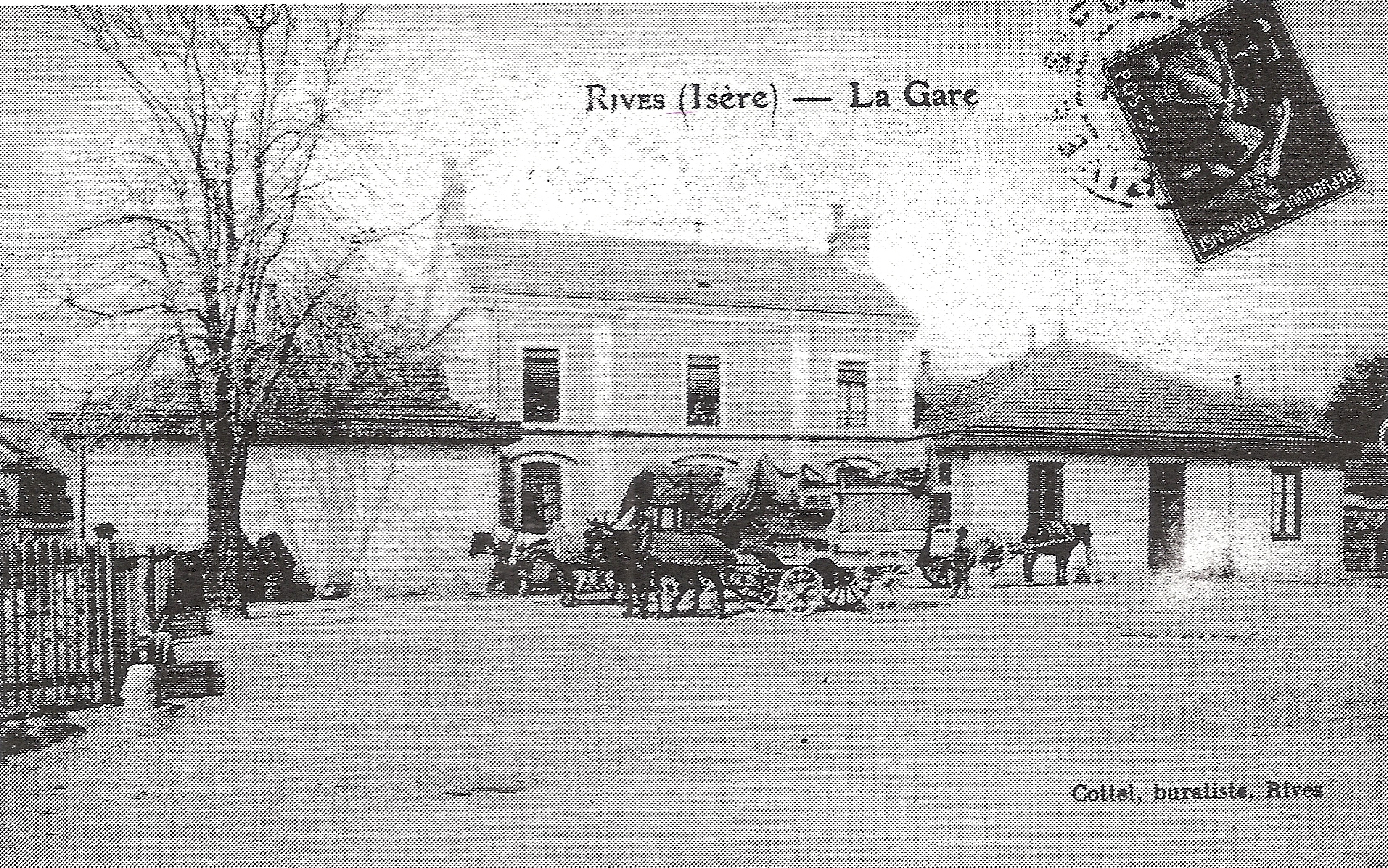
La gare au début du XXe siècle.

Le projet de création d'une ligne de chemin de fer reliant Grenoble à la vallée du Rhône date de 1847. Les travaux de construction de cette ligne commencent en 1853. La gare de Rives est construite en 1855 au lieu-dit les Emptes, au nord du bourg.
La ligne de Saint-Rambert-d'Albon à Rives, d'une longueur de 56 km, est mise en service le 5 novembre 1856. Puis, l'année suivante, le 10 juillet 1857, elle est prolongée jusqu'à Pique-Pierre, près de Grenoble, sur une longueur de 33 km.
Le 5 décembre 1857, la Compagnie du chemin de fer de Saint-Rambert à Rives devient la Compagnie des chemins de fer du Dauphiné. 
La mise en service de la ligne jusqu'à Grenoble a lieu le 1er juillet 1858 après la construction du pont de Pique-Pierre, situé à 3 km au nord de Grenoble.
La ligne de Rives au Grand-Lemps, d'une longueur de 7 km, est mise en service par le PLM le 2 janvier 1861. C'est en 1862 que la ligne est entièrement mise en service jusqu'à Bourgoin-Jallieu.
À la fin du XIXe siècle, la gare est desservie par six trains par jour. Un service hippomobile permet aux voyageurs de gagner le bourg et les communes environnantes. En 1910, le prix d'un billet Rives-Grenoble de première classe est de 4 francs, celui de deuxième classe est de 2,75 francs et celui de troisième classe de 1,75 francs.
En 1860, la durée du trajet Rives - Saint-Rambert-d'Albon est de 1 h 57. Il est réduit à  1 h 30 en 1913.
Faute de rentabilité, la ligne de Saint-Rambert-d'Albon à Rives est fermée au trafic voyageurs en 1942, puis au trafic marchandises le 28 mai 1967.  

## Service des voyageurs

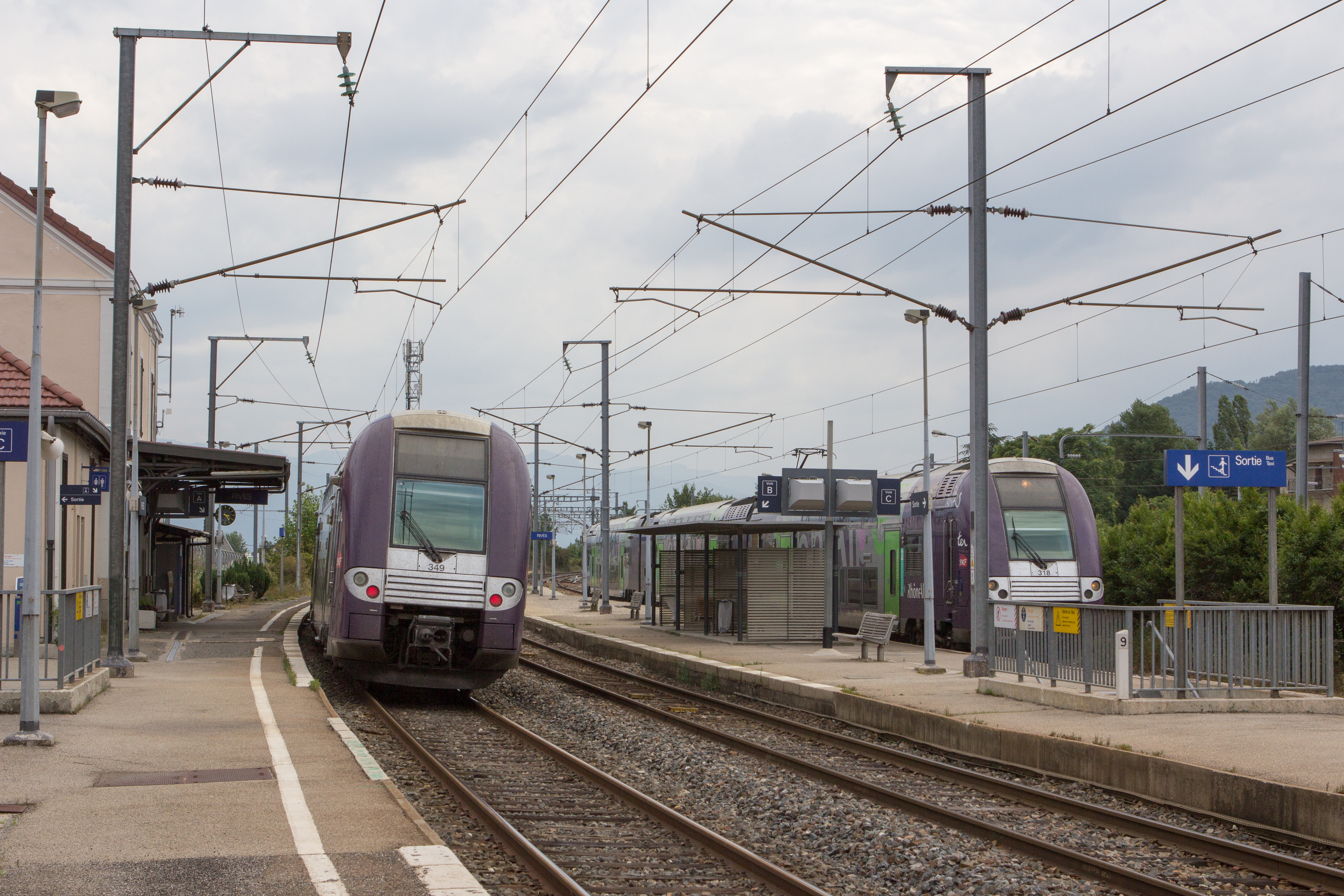
Deux rames Z 24500 en gare de Rives. Voie A : un train en direction de Lyon-Perrache ; voie C : une navette au départ vers Grenoble-Universités-Gières.

### Accueil
Gare SNCF, elle dispose d'un bâtiment voyageurs, avec guichet, salle d'attente et relais toilette, ouvert du lundi au vendredi et fermé les samedis, dimanches et jours fériés. Elle est équipée d'automates pour l'achat de titres de transport TER. Un buffet : restaurant - sandwicherie, est installée en gare.

### Desserte
Rives est desservie par des trains TER Auvergne-Rhône-Alpes de la relation de Saint-André-le-Gaz à Grenoble (ou Grenoble-Universités-Gières).
Elle est également tête de ligne des navettes TER Auvergne-Rhône-Alpes Rives - Voiron - Moirans - Voreppe - Grenoble - Échirolles - Grenoble-Universités-Gières, cadencées aux 20 minutes en heures de pointe du lundi au vendredi (services réduits les samedis, dimanches et fêtes).

### Intermodalité
Un parc pour les vélos (48 places en consigne collective ) et un parking pour les véhicules y sont aménagés.
Elle est desservie par des bus de la ligne 10 du réseau des Transports du Pays voironnais, qui circule à l'intérieur de Rives et fait la navette entre la gare SNCF et la route de la Liampre (quartier du Bas-Rives) ; et par des cars des lignes T50 et T55 du réseau Cars Région Isère.

## Service des marchandises
Cette gare est ouverte au service du fret.